# جردن ناگای
جردن ناگای (انگلیسی: Jordan Nagai؛ زادهٔ ۵ فوریهٔ ۲۰۰۰) یک هنرپیشه اهل ایالات متحده آمریکا است.
از فیلم‌ها یا برنامه‌های تلویزیونی که وی در آن نقش داشته است می‌توان به بالا اشاره کرد.